# Chris James
Chris James (4 de julio de 1987 en Wellington) es un futbolista neozelandés que posee también la nacionalidad inglesa. Juega como mediocampista en el KTP de la Ykkönen, Finlandia

## Carrera
Firmó su primer contrato profesional con el Fulham en 2004, aunque nunca pudo llegar a debutar en el primer equipo. En 2008 fue transferido al Tampere United finés con el que debutó en la Veikkausliiga el 15 de julio en un encuentro ante el FK Budućnost que finalizó como victoria para el Tampere 2-1, siendo James el autor del segundo gol de su equipo.
Estuvo a préstamo en el TPV Tampere y el FC Ilves hasta recalar, en 2010, en el Barnet. Después de no encuentra regularidad, viajó a Australia para firmar con el APIA Leichhardt, aunque en 2012 regresó a Finlandia para jugar en el Kuopion Palloseura. Dejó el club a principios de 2014 por un problema con su VISA. Seis meses luego, ese mismo año, firmó con el Sedan, de la cuarta división de Francia. En 2015 regresó a Finlandia, esta vez para jugar en el Ekenäs IF de la Ykkönen, aunque en 2016 firmaría con el Haka. En 2017 dejó el país para incorporarse al Colorado Springs Switchbacks de Estados Unidos, aunque sería rescindido a los pocos meses, regresando a Nueva Zelanda para firmar con el Eastern Suburbs. Tras apenas un puñado de partidos con el club, regresó nuevamente a suelo finés, esta vez al fichar por el KTP.

### Clubes
| Club                         | País           | Año             |
| ---------------------------- | -------------- | --------------- |
| Fulham                       | Inglaterra     | 2004 - 2008     |
| Tampere United               | Finlandia      | 2008 - 2009     |
| TPV Tampere (a préstamo)     | Finlandia      | 2008            |
| Ilves (a préstamo)           | Finlandia      | 2008            |
| Barnet                       | Inglaterra     | 2010            |
| APIA Leichhardt              | Australia      | 2011            |
| Kuopion Palloseura           | Finlandia      | 2012 - 2013     |
| Sedan Ardennes               | Francia        | 2014 - 2015     |
| Ekenäs                       | Finlandia      | 2015            |
| Haka Valkeakoski             | Finlandia      | 2016            |
| Colorado Springs Switchbacks | Estados Unidos | 2017            |
| Eastern Suburbs              | Nueva Zelanda  | 2017 - 2018     |
| KTP                          | Finlandia      | 2018 - Presente |

### Selección nacional
Representó a Inglaterra en las categorías Sub-17, Sub-19, aunque para la selección Sub-20 y la absoluta escogió a su país natal, Nueva Zelanda. Realizó su debut internacional el 5 de junio de 2006 en un amistoso ante Brasil. Ganó la Copa de las Naciones de la OFC 2008 y disputó la Copa FIFA Confederaciones 2009.

### Partidos y goles internacionales
| Partidos y goles internacionales | Partidos y goles internacionales | Partidos y goles internacionales        | Partidos y goles internacionales | Partidos y goles internacionales | Partidos y goles internacionales           | Partidos y goles internacionales |
| #                                | Fecha                            | Estadio                                 | Rival                            | Resultado                        | Competición                                | Gol(es)                          |
| -------------------------------- | -------------------------------- | --------------------------------------- | -------------------------------- | -------------------------------- | ------------------------------------------ | -------------------------------- |
| 2006                             |                                  |                                         |                                  |                                  |                                            |                                  |
| 1                                | 4 de junio                       | Stade de Genève, Ginebra                | Brasil                           | 0 – 4                            | Amistoso                                   |                                  |
| 2007                             |                                  |                                         |                                  |                                  |                                            |                                  |
| 2                                | 24 de marzo                      | Estadio Ricardo Saprissa Aymá, San José | Costa Rica                       | 0 – 4                            | Amistoso                                   |                                  |
| 3                                | 28 de marzo                      | Estadio José Romero, Maracaibo          | Venezuela                        | 0 – 5                            | Amistoso                                   |                                  |
| 4                                | 26 de mayo                       | Racecourse Ground, Wrexham              | Gales                            | 2 – 2                            | Amistoso                                   |                                  |
| 5                                | 17 de noviembre                  | Korman Stadium, Port Vila               | Vanuatu                          | 2 – 1                            | Copa de las Naciones de la OFC 2008        |                                  |
| 2008                             |                                  |                                         |                                  |                                  |                                            |                                  |
| 6                                | 6 de septiembre                  | Estadio Numa-Daly Magenta, Numea        | Nueva Caledonia                  | 3 – 1                            | Copa de las Naciones de la OFC 2008        |                                  |
| 7                                | 10 de septiembre                 | Estadio North Harbour, Auckland         | Nueva Caledonia                  | 3 – 0                            | Copa de las Naciones de la OFC 2008        |                                  |
| 2009                             |                                  |                                         |                                  |                                  |                                            |                                  |
| 8                                | 3 de junio                       | Estadio Suphachalasai, Bangkok          | Tailandia                        | 1 – 3                            | Amistoso                                   |                                  |
| 9                                | 3 de junio                       | National Stadium, Dar es-Salaam         | Tanzania                         | 1 – 2                            | Amistoso                                   |                                  |
| 10                               | 6 de junio                       | Estadio Nacional, Gaborone              | Botsuana                         | 0 – 0                            | Amistoso                                   |                                  |
| 11                               | 14 de junio                      | Royal Bafokeng Stadium, Rustenburg      | España                           | 0 – 5                            | Copa FIFA Confederaciones 2009             |                                  |
| 12                               | 17 de junio                      | Royal Bafokeng Stadium, Rustenburg      | Sudáfrica                        | 0 – 2                            | Copa FIFA Confederaciones 2009             |                                  |
| 2013                             |                                  |                                         |                                  |                                  |                                            |                                  |
| 13                               | 5 de septiembre                  | Estadio Rey Fahd, Riad                  | Arabia Saudita                   | 1 – 0                            | OSN Cup 2013                               |                                  |
| 14                               | 9 de septiembre                  | Estadio Rey Fahd, Riad                  | Emiratos Árabes Unidos           | 0 – 2                            | OSN Cup 2013                               |                                  |
| 15                               | 13 de noviembre                  | Estadio Azteca, México, D. F.           | México                           | 1 – 5                            | Clasificación para la Copa Mundial de 2014 | 1 (1)                            |
| 16                               | 20 de noviembre                  | Westpac Stadium, Wellington             | México                           | 2 – 4                            | Clasificación para la Copa Mundial de 2014 | 1 (2)                            |
| 2014                             |                                  |                                         |                                  |                                  |                                            |                                  |
| 17                               | 5 de marzo                       | Estadio Olímpico, Tokio                 | Japón                            | 2 – 4                            | Amistoso                                   |                                  |
| 18                               | 30 de mayo                       | Mount Smart Stadium, Auckland           | Sudáfrica                        | 0 – 0                            | Amistoso                                   |                                  |
| 19                               | 8 de septiembre                  | Estadio Pakhtakor, Taskent              | Uzbekistán                       | 1 – 3                            | Amistoso                                   |                                  |

## Palmarés
| Título                 | Club               | País          | Año     |
| ---------------------- | ------------------ | ------------- | ------- |
| Campeonato Sub-20 OFC  | Selección Sub-20   | Nueva Zelanda | 2007    |
| Copa de las Naciones   | Selección nacional | Nueva Zelanda | 2008    |
| Copa de la Liga        | Tampere United     | Finlandia     | 2009    |
| Ch. de France Amateurs | Sedan              | Francia       | 2014/15 |

### Distinciones individuales
| Distinción                                | Año  |
| ----------------------------------------- | ---- |
| Jugador neozelandés Sub-20 del año        | 2006 |
| Bota de plata Campeonato Sub-20 de la OFC | 2007 |
| Balón de oro Campeonato Sub-20 de la OFC  | 2007 |